# Hadronyche insularis
Hadronyche insularis är en spindelart som först beskrevs av William Joseph Rainbow 1913.  Hadronyche insularis ingår i släktet Hadronyche och familjen Hexathelidae. Inga underarter finns listade i Catalogue of Life.